# 卒業 (CHARCOAL FILTERの曲)
「卒業」（そつぎょう）は、2002年1月30日にリリースされたCHARCOAL FILTERの8枚目のシングル。

## 概要
- 今作より亀田誠治がプロデューサーとアレンジで参加。以降、アルバム『CHARCOAL FILTER』まで参加している。
- シングル「White winter song」には「～贈ることバージョン～」として、ピアノとストリングスでアレンジされたものが収録されている。
- オリジナルアルバムには未収録だが、ベストアルバムには収録されている。

## 収録曲
1. 卒業
テレビ神奈川『saku saku』 2002年1月度エンディングテーマ
2. ロマンチック
3. Mother Blues

### クレジット
- 作詞：大塚雄三（全曲）
- 作曲：安井佑輝（#1）　小名川高弘（#1, 2）　CHARCOAL FILTER（#3）
- 編曲：CHARCOAL FILTER（全曲）　亀田誠治（#1, #2）　土方隆行（#3）

## 収録アルバム
- C☆BEST+ Flying Hi-High (#1, #2)
※「Mother Blues」は、アルバム未収録。